# フジテレビ土曜8時枠の連続ドラマ
フジテレビ土曜8時枠の連続ドラマ（フジテレビどようはちじわくのれんぞくドラマ）は、かつてフジテレビ系列全国ネットとして土曜 20:00 - 20:54 （日本標準時、それ以外の時も有り）に設けられていたドラマ枠である。

## 概要
この枠はバラエティ番組が多いが、かつてはドラマも放送されていた。初期は開局直後に開始した『東芝土曜劇場』や、『のれん太平記』シリーズなどの下町人情作品、そして日本初の単発特別番組枠『テレビグランドスペシャル（第1期）』を挟んで、円谷プロ制作の大型特撮ドラマ『マイティジャック』だったが、『マイティジャック』はその内容が受けず、1クールで土曜夜7時枠に移動して、30分番組の『戦え!マイティジャック』となり、その後はコント55号のバラエティ『コント55号の世界は笑う』→『コント55号のやるぞみてくれ!』となった。
『やるぞみてくれ!』打ち切り後、4ヶ月のつなぎ番組を挟んで、『柳生十兵衛』（山口崇主演版）を開始。以後は時代劇（一部現代劇も有り）となるが、『東海道姉ちゃん仁義』を最後に7時半枠と統合して90分枠となり、『欽ドン!』シリーズなどを放送する。
90分枠が終了した1980年10月からは1時間枠を5年半振りに復活し、月曜21時（第1期）から移動するかたちで学園ドラマ『ピーマン白書』を放送するも、6回で打ち切りとなり、後番組『小さな追跡者』を最後にドラマは又中断、半年後に『オレたちひょうきん族』を開始する。
『ひょうきん族』終了後は『あいつがトラブル』で復活。またその後の『ウッチャンナンチャンのやるならやらねば!!』の非常事態による打ち切りの後は、『ボクたちのドラマシリーズ（第2シーズン）』で復活する。この時間帯のドラマ枠は終了となった。2023年現在は『新しいカギ』というバラエティ番組枠が続いている。
第3期が放送されていた時期では、19:00に『紅い稲妻』→ピープロ特撮番組（『スペクトルマン』など）、21:30に『土曜劇場』、22:30に時代劇（『木枯し紋次郎』など）が編成され、計4本・3時間半に渡ってドラマが放送されていた。その後『ピーマン白書』→『小さな追跡者』放送時期は、21:00に『土曜劇場』、22:00に『ゴールデンドラマシリーズ』が編成され、3連続で1時間ドラマが放送されていた事が有った。

## 放送作品一覧

### 第1期
- 東芝土曜劇場（1959年3月7日 - 1964年4月11日）※開始当初は20:00 - 21:00。1963年10月より20:00 - 20:56に（4分縮小）
- のれん太平記シリーズ
  - のれん太平記（第1シリーズ）（1964年4月18日 - 10月10日）
  - 続・のれん太平記（第2シリーズ）（1964年10月24日 - 12月26日）
  - 新・のれん太平記（第3シリーズ）（1965年1月2日 - 6月26日）
  - のれん太平記（第4シリーズ）（1965年7月3日 - 10月30日）
  - のれん太平記（第5シリーズ）（1965年11月6日 - 1966年4月30日）
- おてんとさまどんと来い!（1966年5月7日 - 10月29日）
- のれん繁昌記（1966年11月5日 - 1967年3月25日）
- おーい!わが家（1967年4月1日 - 6月24日）
- 青春（1967年7月1日 - 10月28日）

### 第2期
- マイティジャック（1968年4月6日 - 6月29日）※土曜19:00枠へ移動・改題。

### 第3期
- 柳生十兵衛 （山口崇主演版）（1970年9月26日 - 1971年5月1日）
- 清水次郎長（竹脇無我主演版）（1971年5月8日 - 1972年4月29日）
- お祭り銀次捕物帳（1972年5月6日 - 8月26日）
- 二人の素浪人（1972年9月2日 - 1973年1月6日）
- お嫁さんに決めた! （1973年1月13日 - 3月31日）
- 剣客商売（加藤剛・山形勲主演版）（1973年4月7日 - 9月1日）
- 肝っ玉捕物帳（1973年9月8日 - 1974年3月2日）※1973年10月をもって20:00 - 20:55に変更（1分縮小）。
- ほうねんまんさく （1974年3月9日 - 6月1日）
- 東海道姉ちゃん仁義（1974年6月8日 - 8月31日）

### 第4期
- ピーマン白書（1980年10月4日 - 11月22日）※11月29日 - 12月13日はつなぎ番組を放送。
- 小さな追跡者（1980年12月20日 - 1981年3月14日）

### 第5期
- あいつがトラブル（1989年12月2日 - 1990年3月24日）

### 第6期
- ボクたちのドラマシリーズ（第2シーズン）（1993年10月16日 - 1994年3月19日）
  - 白鳥麗子でございます!（松雪泰子主演版第2シリーズ）
  - お願いデーモン!
  - 幕末高校生
  - 時をかける少女（内田有紀主演版）

## スポンサー
- 『東芝土曜劇場』は東京芝浦電気（現：東芝）、『のれん太平記』から『のれん繁昌記』までは大正製薬のそれぞれ一社提供。
- 『おーい!わが家』からサントリーと花王石鹸（現：花王）に変更し、『柳生十兵衛』まで中断中の番組を含めてこの二社で提供。そして『清水次郎長』から長大が追加されて三社提供になったが、『二人の素浪人』を以てサントリーが降板、以後は花王を筆頭とする複数社提供へ変更、花王は2000年9月までこの枠の全ドラマや、中断中&後身番組の筆頭スポンサーを担当した。